# Музеус, Иоганн Карл Август
Иоганн Карл Август Музеус (нем. Johann Karl August Musäus; 29 марта 1735, Йена — 28 октября 1787, Веймар) — немецкий писатель, литературный критик, филолог и педагог. Автор сборника литературных сказок «Народные сказки немцев».

## Биография
Родился в семье чиновника Иоганна Христофа Музеуса. Родители решили дать Иоганну духовное образование. До 9 лет мальчик жил в Альштедте у своего дяди, который воспитывал его на христианских ценностях. Вскоре отец Иоганна был переведен в Эйзенах, на должность земельного судьи, куда последовали и дядя с племянником. Окончив гимназию, 19-летний юноша поступил в Йенский университет, где изучал теологию. Завершив курс, с дипломом магистра свободной профессии Музеус вернулся в родительский дом, чтобы посвятить себя практическому богословию.
Его проповеди находят живой отклик у слушателей, однако начинающий пастор не был строгим ревнителем духовных ценностей. Он с удовольствием участвовал в легкомысленных молодёжных забавах, любил танцевать, не прочь поухаживать за хорошенькими девушками, а это, по тем временам, никак не вязалось с ролью благообразного наставника заблудших человеческих душ. Крестьяне тюрингской деревни Вута-Фарнрода, где ему предстояло стать духовным пастырем, отказались принять его. Не желая играть роль комедианта на церковной кафедре и, к тому же, не отличаясь особой набожностью, Музеус отказался от карьеры священника и перебрался в Веймар.

### Веймар
«В церковь св. Якова надобно было зайти для того, чтобы видеть там на стене барельеф покойного профессора Музеуса, сочинителя „Физиогномического путешествия“ и „Немецких народных сказок“. Под барельефом стоит на книге урна с надписью: „Незабвенному Музеусу“. — Чувствительная Амалия! Потомство будет благодарить тебя за то, что ты умела чтить дарования.»— Николай Карамзин «Письма русского путешественника»

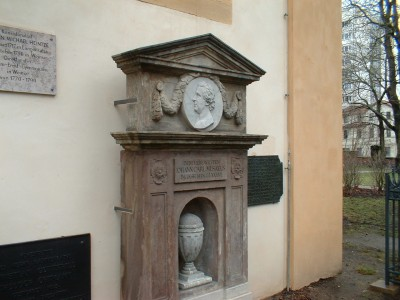
«В церковь св. Якова надобно было зайти для того, чтобы видеть там на стене барельеф покойного профессора Музеуса, сочинителя „Физиогномического путешествия“ и „Немецких народных сказок“. Под барельефом стоит на книге урна с надписью: „Незабвенному Музеусу“. — Чувствительная Амалия! Потомство будет благодарить тебя за то, что ты умела чтить дарования.»

В Веймаре Музеус стал преподавателем местной гимназии, одновременно занимаясь филологией и писательской деятельностью.
В 1770 году он женился на Магдалене Юлиане Крюгер. Вскоре на свет один за другим появились двое сыновей писателя, Карл (1772—1831) и Август. Скромной преподавательской зарплаты не хватало, и Музеус подрабатывал частными уроками в богатых домах или по заказу писал стихи по случаю чьих-нибудь юбилеев и других торжественных дат.
Позднее, когда писательский труд стал приносить более высокие доходы, Музеус смог наконец купить небольшой клочок земли и построить на нём маленький, как он его называл, «Замок фей», где он нашёл всё, о чём мог только мечтать. Уютный домик стал местом, часто посещаемым друзьями писателя, среди которых были Гердер и Гёте, Николаи, Корона Шрётер, Бюргер, Кнебель и Лафатер. Но наиболее желанным гостем, с которым он любил коротать долгие вечера за дружеской беседой, был поэт Виланд, — человек близкий ему по духу, высокообразованный, остроумный и чрезвычайно интересный собеседник.
Создав ряд сатирических произведений, Музеус не ограничился ролью литературного критика и обличителя пороков современного общества и последние годы своей жизни целиком посвятил изучению и литературной обработке собранных им в различных уголках Германии сказок, преданий и легенд. Музеус собирал свои сказки в домах ремесленников или в убогих крестьянских лачугах, и в его руках они вскоре превращались в удивительные сказки-новеллы.
Музеус писал:

«Ни одна из этих сказок не является моим собственным сочинением или произведением иностранного автора. На протяжении многих поколений, из уст в уста, передавались они от прадедов к внукам и их потомкам. Суть сказок не изменилась. Автор лишь позволил себе действие этих рассказов, относящихся к неопределённому моменту времени, перенести во времена и места, подходящие к их содержанию. В совершенно неизменённом виде они выглядели бы хуже».

«Народные сказки немцев» (1782—1786) имеют не потерявшую своего значения до сегодняшних дней литературную ценность. В Германии «Сказки» Музеуса пользуются неизменным успехом, об этом свидетельствует то, что они выдержали много изданий. Популярности сказок способствовали и гравюры знаменитого народного художника XIX столетия — гравёра и резчика по дереву Людвига Рихтера.
Умер Музеус осенью 1787 года, вскоре после завершения работы над сказками. Похоронили его на Веймарском кладбище.

## Литературная деятельность

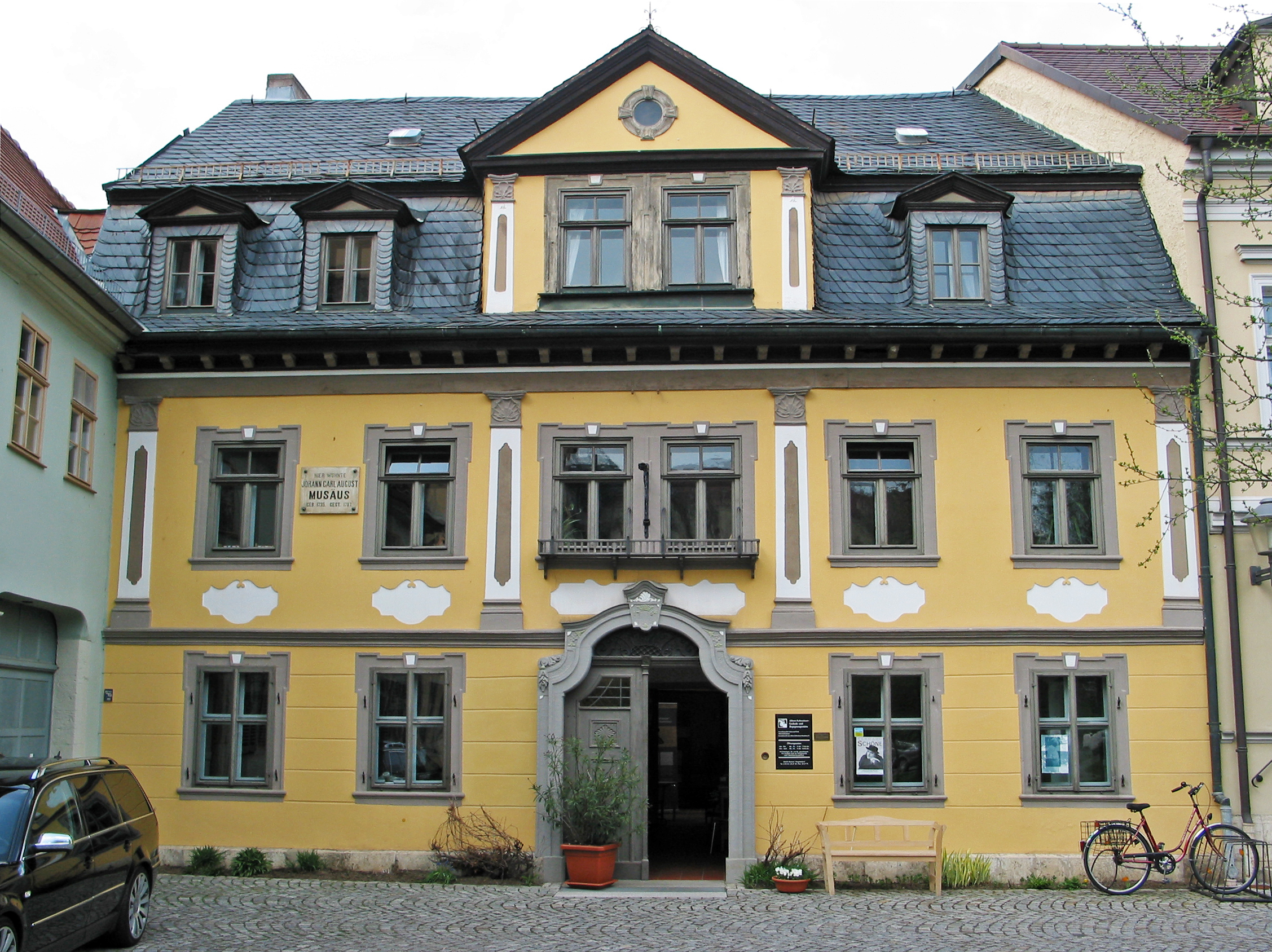
Бывший дом Иоганна Карла Августа Музеуса в Веймаре

### Грандисон второй
Уже в молодые годы Музеус в «Немецком обществе» основательно занимался современной литературой. Он близко познакомился с бесчисленными немецкими подражаниями английскому семейному роману Самюэля Ричардсона «История сэра Чарльза Грандисона» и решил выступить против характерной для них «жалкой сентиментальности». В 1760—1762 годах он опубликовал анонимный трёхтомный роман «Грандисон второй или история господина Н. в письмах», который представлял собой пародию как на эти подражания, так и на подобные им модные добродетельно-блаженные романы.
Роман молодого начинающего писателя имел успех как в Германии, так и во всей Европе и привлёк внимание герцогини саксон-веймарской Анны Амалии. В 1763 году она пригласила Музеуса на должность пажеского гофмейстера с содержанием 300 талеров в год. Музеус вошёл в круг веймарских писателей, которые под покровительством Анны Амалии продвигали вперёд классическую литературу. Особенно он сблизился с Бертухом и Виландом, которого считал своим учителем.
С 1763 по 1766 годы Музеус — литературный критик в издаваемой Фридрихом Николаи «Всеобщей немецкой библиотеке» (нем. Allgemeine Deutsche Bibliothek). Это было время, когда возрождалась эпоха Просвещения, направление которой определялось берлинским издателем и писателем-просветителем Николаи, у которого работал большой круг рецензентов — в общей сложности за все время существования журнала — более 400 ученых и критиков. Музеус отрецензировал около 350 современных ему романов, беря за ориентир уровень художественной теории эпохи Просвещения, возрождавшей античное красноречие и риторику.
В 1770 году Музеус стал профессором классической филологии и истории в Веймарской гимназии. Среди учеников Музеуса был и его племянник Август Коцебу, ставший впоследствии известным писателем и драматургом.

### Физиогномические странствия
В 1778 году вышли в свет и завоевали огромную популярность «Физиогномические фрагменты» Лафатера. И тогда Музеус написал свой второй юмористический роман «Физиогномические странствия» — насмешливую критику лафатеровской книги. В своём романе он описывал верующего последователя учения Лафатера, который дома и на чужбине терпит одно разочарование за другим. В этом произведении Музеус оспаривал возможность только по чертам лица, не зная ничего о человеке, открывать его нравственные и духовные качества. Роман быстро приобрёл популярность и выдержал за три года три издания.

### Народные сказки немцев
Сказки Музеуса останутся в одном ряду со всем, что было лучшего и гуманного в последнюю четверть восемнадцатого столетия и что молодёжь может читать без вреда и, напротив, с большой пользой для ума и сердца. Своего заслуженного места они не потеряют никогда.
— М. К. Виланд, написано в Веймаре 12 июня 1803 г.
В последние годы Музеус целиком поглощён собиранием произведений народного творчества — сказок, преданий и легенд. Итогом этой работы явилось издание пятитомного сборника «Народные сказки немцев» (нем. Volksmahrchen der Deutschen). Музеус подверг собранные сказки литературной обработке, что даёт основание отнести их скорее к жанру литературной сказки.
Несмотря на иностранное происхождение некоторых сказок, таких как франкская — «Оруженосцы Роланда», богемские — «Либуша» и «Легенды о Рюбецале», они так широко распространились в Средней Германии, что Музеус счёл возможным включить их в свой сборник наравне с подлинно немецкими сказками. Он свободно обращался с материалом, придавая ему литературное звучание, особый колорит, выстраивал утончённую композицию и углублял характеры героев. Хотя действие сказок происходит в средневековье, сказочные персонажи, будь то крестьяне или ремесленники, судьи или священнослужители, думают и поступают как современники автора. Великолепно удались Музеусу плебейские типы. Это дельные, работящие люди, прямые и честные, тонко отличающие справедливость от несправедливости, правду от лжи.

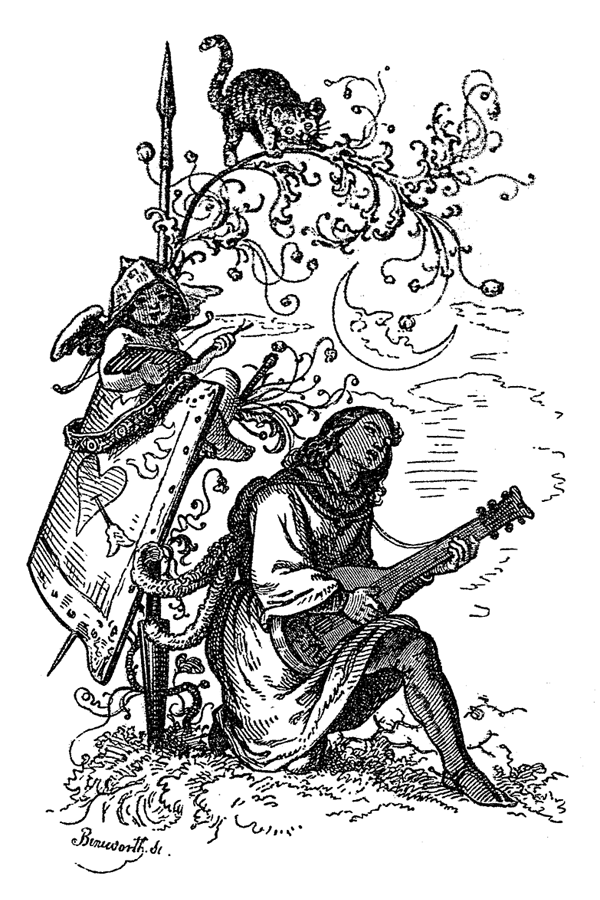
Людвиг Рихтер. Иллюстрация к сказке И. К. А. Музеуса «Рихильда»

Музеус в своих сказках просветитель и воспитатель народа. Он избегает педантичных острот или унижающих человеческое достоинство колкостей. Для нашего времени сказки Музеуса представляют не только исторический интерес. Сочетание народной поэзии, народной мудрости и народного юмора с элементами просвещения обеспечивают этому собранию народных сказок прочное место в живом наследии немецкой поэзии.
Писатель-сказочник, И. К. А. Музеус оставил глубокий след не только в немецкой литературе XVIII столетия. Всё более пристальное внимание к нему проявляют наши отечественные пушкинисты. В. С. Листов обратил внимание на некоторое сходство, которое обнаруживается при сопоставлении сказок (легенд) — «Легенды о Рубецале» (легенда первая), «Мелексала» и «Верная любовь» у Музеуса с поэмами «Руслан и Людмила», «Кавказский пленник», «Бахчисарайский фонтан» и «Каменный гость» у Пушкина. Влияние немецкой литературы XVIII века на творчество Пушкина обычно ограничивается упоминанием более известных в России имён — Гёте, Шиллера, Лессинга, Гердера, Виланда, Клопштока. В отличие от названных писателей Музеус у Пушкина не упоминается. И всё же о немецком сказочнике Пушкин, по утверждению Листова, несомненно знал из «Писем русского путешественника» Н. М. Карамзина, рассказавшего о своём посещении в 1789 году могилы писателя в Веймаре и эрфуртского монастыря бенедиктинцев, где был похоронен герой одной из легенд Музеуса — граф Эрнст фон Глейхен. Нельзя утверждать, что образы этого пленённого сарацинами крестоносца и его любовницы-мусульманки просто перекочевали из карамзинских писем в поэму Пушкина «Бахчисарайский фонтан», но есть основания полагать, что глейхенскую одиссею Пушкин знал не только из «Писем русского путешественника». Карамзин был знаком с сочинениями Музеуса, но в своих письмах история доблестного крестоносца по сравнению с немецким оригиналом сильно упрощена. По мнению Листова южные поэмы Пушкина ближе к Музеусу, чем к «Письмам русского путешественника».
Сборник «Народные сказки немцев» открывается предисловием автора написанным им в виде письма Давиду Рункелю, в котором Музеус говорит о значении для литературы народного творчества вообще и о своих сказках в частности:

…В народных сказках перед нами предстаёт мир, создаваемый в силу воображения в той мере, в какой позволяет истина. Герои этих сказок различны, в зависимости от времени действия, присущих ему обычаев и, прежде всего мифологических представлений о потусторонних силах, питающих фантазию каждого народа. Однако, мне думается, национальный характер в них раскрывается точно так же, как и в произведениях народного ремесла и искусства…
…Было бы ошибкой считать, что народные сказки нужны одним лишь детям, и что все они должны подстраиваться по детский тон «Сказок моей матери Гусыни» Шарля Перро. Дело в том, что народ, как Вы хорошо знаете, состоит не только из детей, но и из взрослых и в повседневной жизни с последними говорят иным языком, чем с первыми…
…Вы получили бы правильное представление об этих сказках, если бы представили себе рассказчика музыкантом, который ведёт деревенскую мелодию генерал-басом с хорошим инструментальным сопровождением…

Далее следуют четырнадцать сказок и легенд:
| Оглавление (оригинальное немецкое название) | Оглавление (в скобках — варианты перевода заголовков в различных изданиях) |
| ------------------------------------------- | -------------------------------------------------------------------------- |
| Die Bucher der Chronika der drei Schwestern | «Хроника трёх сестёр» («Лес», «Рейнальд Вундеркинд»)                       |
| Richilde                                    | «Рихильда»                                                                 |
| Rolands Knappen                             | «Оруженосцы Роланда»                                                       |
| Legenden vom Rubezahl                       | «Легенды о Рюбецале»                                                       |
| Libussa                                     | «Либуша»                                                                   |
| Liebestreue                                 | «Верная любовь» («Верность любви»)                                         |
| Damon Amor                                  | «Демон Амур» («Перстень»)                                                  |
| Der geraubte Schleier                       | «Украденное покрывало» («Лебединый пруд», «Похищенная вуаль»)              |
| Stumme Liebe                                | «Безмолвная любовь» («Немая любовь»)                                       |
| Die Entfuhrung                              | «Похищение»                                                                |
| Ulrich mit dem Buhel                        | «Ульрих Кривой» («Соперники»)                                              |
| Melechsala                                  | «Мелексала» («Мелехсала»)                                                  |
| Die Nymphe des Brunnens                     | «Нимфа источника» («Нимфа колодца»)                                        |
| Der Schatzgraber                            | «Кладоискатель» («Искатель кладов»)                                        |

По одной из версий источником либретто «Лебединого озера» П. И. Чайковского мог послужить романтический сюжет из сказки Музеуса «Лебединый пруд» («Украденное покрывало»).

### На русском языке
- Народные сказки Музеуса, изданные Виландом / Пер. с нем. Вас. Полякова. — М., 1811. — Т. 1—2. 
  - Переизд.: Екатеринбург: Банк культурной информации, 1992. — 576 с. — (Иллюстрированная библиотека сказок для детей и взрослых). — ISBN 5-85865-007-4.
- Музеус И. К. А. Сказки и легенды / Пер. с нем. Е. В. Пугачевой. — М.: Государственное издательство художественной литературы, 1960. — 279 с.
- Музеус И. К. А. Народные сказки и легенды / Пер. с нем. В. Пугачева. — М.: Фирма ЭРА, 2005. — 600 с. — ISBN 5-86700-031-1.